# دونا لي كارير
دونا لي كارير (بالإنجليزية: Dona Lee Carrier)‏ هي راقصة على الجليد أمريكية، ولدت في 23 أكتوبر 1940 في ناشيونال سيتي في الولايات المتحدة، وتوفيت في 15 فبراير 1961.